# Tequesta (Volk)

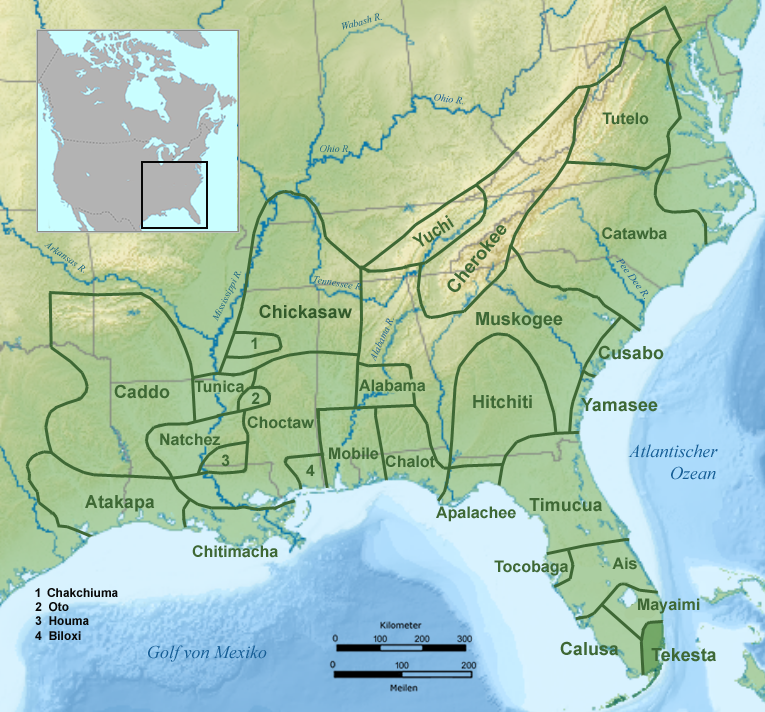
Stammesgebiet der Tequesta im 16. Jahrhundert.

Die Tequesta, auch Tekesta, waren ein Indianerstamm Nordamerikas, der zur Zeit des europäischen Kontakts ein Gebiet an der Südostküste Floridas bewohnte. In den 1770er Jahren lebten die letzten Tequesta auf Kuba und der Stamm gilt seitdem als ausgestorben.

## Wohngebiet
Die Tequesta lebten seit dem dritten Jahrhundert v. Chr. im südöstlichen Teil der Halbinsel Florida, den sie danach rund 2000 Jahre lang bewohnten. Das Zentrum lag an der Biscayne Bay, die heute zum Miami-Dade County und zur südlichen Hälfte des Broward Countys gehört. Außerdem bewohnten sie zeitweilig die Florida Keys und hatten im 16. Jahrhundert vermutlich ein Dorf auf Cape Sable am Südende Floridas. Ihr Hauptort hieß ebenfalls Tequesta und lag wahrscheinlich seit dem 11. Jahrhundert an der Mündung des Miami Rivers. Allgemein legten die Tequesta ihre Dörfer an Mündungen von Flüssen und Strömen, an Inlets vom Atlantischen Ozean, an Binnenseen, auf vorgelagerten Inseln und den Florida Keys an.
Der mächtigste Stamm auf dem Südende Floridas waren die Calusa, von denen die benachbarten Stämme und auch die Tequesta beherrscht wurden. Eng verbündet waren die Tequesta mit ihren direkten Nachbarn im Norden, den Jaega. Schätzungen der Bevölkerungszahl der Tequesta zur Zeit des ersten europäischen Kontakts variierten zwischen 800 und 10.000 Personen, während die entsprechenden Zahlen für die Calusa bei 2.000 bis 20.000 lagen. Die Besiedlung der Florida Keys wechselte zwischen beiden Stämmen. Spanische Dokumente erwähnen ein Tequesta-Dorf auf Cape Sable, während auf archäologischen Ausgrabungsstätten Calusa-Artefakte denjenigen der Tequesta im Verhältnis vier zu eins zahlenmäßig überlegen sind.

## Sprache
Die Tequesta-Sprache war vermutlich eng verwandt mit der Sprache der Calusa im südwestlichen Florida und dem Idiom der Mayaimi, die rund um den Lake Okeechobee in der Mitte der südlichen Halbinsel lebten. Es gibt allerdings nur zehn überlieferte Wörter dieser drei Sprachen, deren Bedeutung bekannt ist. Wissenschaftler hatten früher angenommen, dass die Tequesta mit den Taino und Arawak, ehemalige Bewohner der Antillen, verwandt seien. Anthropologen bezweifeln diese These allerdings aufgrund neuerer archäologischer Daten und der Zeitdauer ihrer Anwesenheit in Florida. Der amerikanische Geograf Carl O. Sauer nannte die Floridastraße eine der markantesten kulturellen Grenzen in der Neuen Welt. Archäologische Untersuchungen der Glades-Kultur, zu der auch das Wohngebiet der Tequesta gehörte, weisen auf eine kontinuierliche Entwicklung der Keramik-Tradition von rund 700 v. Chr. bis zum europäischen Kontakt im 16. Jahrhundert hin.

## Lebensweise und Kultur
Die Tequesta betrieben keinerlei Agrikultur, sondern fischten, jagten und sammelten die Früchte und Wurzeln der lokalen Pflanzen. Hernando de Escalante Fontaneda, der im 16. Jahrhundert siebzehn Jahre lang bei Indianern im südlichen Florida lebte, beschreibt ihre normale Nahrung mit Fisch, Schildkröten, Schnecken und Wal, während der Seewolf für die obere Klasse reserviert war. Laut Fontaneda gab es in geringerem Umfang auch Trunkfisch und Hummer. Zu den gefangenen Arten gehörten Seekühe, Haie, Fächerfische, Tümmler, Stachelrochen und verschiedene kleinere Fischarten. Trotz des Überflusses an Muscheln, Austern und Conches gehörten diese Schalentiere weniger zur Nahrung der Tequesta, weil deren Überreste nur in geringem Umfang in den Abfallhügeln (Midden) gefunden wurden. Dagegen wurden Knochen von Hirschen häufig bei archäologischen Grabungen entdeckt. Außerdem sammelten die Tequesta wilde Früchte, wie z. B. Palmetto-Beeren, Kakao-Pflaumen, Meertrauben, Früchte vom Feigenkaktus, Gopher Äpfel, Schweine-Pflaumen, Palmen-Nüsse, falscher Mastsamen und Kohlpflaumen. Dazu kamen Wurzeln verschiedener wilder Pflanzen, wie Smilax spp. und Coontie, die gemahlen und zu ungesäuertem Brot gebacken wurde. Viele Tequesta wechselten ihren Wohnsitz im Verlauf eines Jahres. Zum Beispiel zogen die meisten Bewohner des Hauptdorfes vor der schlimmsten Moskitozeit für drei Monate auf die vorgelagerten Inseln oder die Florida Keys.
Die meisten indigenen Bewohner Südfloridas lebten in Häusern aus hölzernen Pfosten, doppelten Fußböden und Dächern aus Palmetto-Blättern, ähnlich den Chickees der Seminolen. Diese Häuser besaßen zeitweilig Wände aus geflochtenen Palmetto-Blättern als Wind- oder Sonnenschutz. Die Kleidung war minimal. Die Männer trugen nur einen Lendenschurz aus Tierhaut, während Frauen Röcke aus Spanisch Moos oder Pflanzenfasern trugen, die von einem Gürtel herabhingen.

## Sitten und Gebräuche
Wenn ein Häuptling starb, wurden die Knochen der Leiche vom Fleisch befreit. Danach beerdigten die Tequesta die kleinen Knochen mit den Überresten des Körpers und die großen Knochen wurden in einem Behälter aufbewahrt, den die Dorfbewohner verehrten und anbeteten. Aus einer anderen Aufzeichnung geht hervor, dass die Tequesta die Knochen des toten Häuptlings vom Fleisch lösten, reinigten und zu den Knochen der verstorbenen Verwandten legten. Das Fleisch wurde verbrannt.
Die Männer der Tequesta nahmen bei Zeremonien ein Getränk zu sich, das Cassina oder Black Drink genannt wurde. Dieses schwarze Getränk war bei Stämmen im gesamten Südosten der USA verbreitet. Es war ein Sud aus getrockneten Blättern einer besonderen Stechpalmenart (Ilex vomitoria Ait.) und ein fester Bestandteil bei wichtigen Stammestreffen und Zeremonien.
Aus Aufzeichnungen spanischer Missionare geht hervor, dass die Tequesta einen ausgestopften Hirschen als Symbol der Sonne verehrten. Außerdem gab es einen Gott des Friedhofs in Form eines Vogelkopfes, der in den Stamm einer Pinie geritzt wurde. Dieser Vogelkopf wurde zusammen mit anderen Symbolen in einem Tempel auf dem Friedhof aufbewahrt. Die Tequesta glaubten, der Mensch habe drei Seelen: Eine befand sich in seinen Augen, die zweite im Schatten und die dritte im Spiegelbild. Die Tequesta praktizierten vermutlich die rituelle Opferung von Menschen. Spanische Missionare hörten 1743 von einer Gruppe der Tequesta auf den Florida Keys, die einen kürzlich geschlossenen Friedensvertrag in Santaluz am St. Lucie Inlet besiegeln und aus diesem Grund ein junges Mädchen opfern wollten. Den Missionaren gelang es, den Häuptling zu überreden, sein Vorhaben aufzugeben.

## Geschichte
Juan Ponce de León landete im Jahr 1513 auf seiner ersten Entdeckungsfahrt nach Florida an einer Bucht, die er Chequesta nannte. Es handelte sich vermutlich um die heutige Biscayne Bay in Florida. 1565 suchte ein Schiff aus Pedro Menéndez de Avilés Flotte in der Biscayne Bay Zuflucht vor einem Sturm. Hier befand sich das Hauptdorf der Tequesta und die Spanier wurden freundlich empfangen. Die Spanier wurden von Jesuiten begleitet, die den Neffen des Häuptlings nach Havanna auf Kuba einluden, um dort eine europäische Erziehung zu bekommen. Der Bruder des Häuptlings fuhr sogar mit Menéndez nach Spanien und konvertierte dort zum Christentum. Im März 1567 kehrte Menéndez zu den Tequesta zurück und errichtete eine palisadengeschützte Mission am Südufer des Miami Rivers unterhalb des Tequesta-Dorfes. Menéndez stationierte dort ein Kontingent von 30 Soldaten zum Schutz der Mission, die von Bruder Francisco Villareal geleitet wurde. Villareal erlernte vom Neffen des Häuptlings einige Wörter der Tequesta-Sprache und konnte mehrere Stammesangehörige zum christlichen Glauben bekehren. Nachdem die Soldaten den Onkel des Häuptlings hingerichtet hatten, kam es zu Feindseligkeiten, so dass die Mission 1570 geschlossen wurde.
Ab 1704 gingen die Spanier dazu über, viele Indianer Floridas nach Kuba zu bringen, um sie dort im katholisch-christlichen Glauben zu unterweisen. Die erste Gruppe der Ureinwohner aus dem heutigen Key West kam schon 1704 in Havanna an, von denen die meisten wahrscheinlich an europäischen Krankheiten bald starben. 1710 landeten weitere 280 Florida-Indianer auf Kuba, von denen 200 binnen kurzer Zeit starben. Die 80 Überlebenden wurden 1716 zurück auf die Keys gebracht.
1743 erhielt der Gouverneur von Kuba eine Petition von drei Häuptlingen der Calusa anlässlich ihres Besuchs in Havanna. Der Brief war in gutem Spanisch verfasst und kritisierte die Bürokratie der spanischen Kirche und Regierung. Die Häuptlinge baten darum, die Spanier sollten ihre Missionare auf die Florida Keys schicken und die Indianer dort in christlicher Religion zu unterrichten. Der Gouverneur und seine Berater entschieden schließlich, dem Wunsch der Häuptlinge zu entsprechen. Es war jedenfalls billiger, Missionare auf die Keys als Indianer nach Kuba zu schicken. Darüber hinaus konnte die Indianer auf den Keys schiffbrüchige Spanier retten und die Engländer von den Inseln fernhalten. Der Gouverneur schickte die beiden Missionare Pater Mónaco und Alaña aus Havanna zusammen mit einer Eskorte nach Florida. An der Biscayne Bay errichteten sie eine Kapelle und ein Fort an der Mündung eines Flusses, den sie Rio Ratones nannten. Es war vermutlich der heutige Little River oder der Miami River, die beide in die Biscayne Bay münden.
Die spanischen Missionare wurden von den dort lebenden Tequesta nicht freundlich empfangen. Die von den Spaniern Key-Indianer genannten Ureinwohner bestritten, dass sie Missionare angefordert hätten. Sie erlaubten trotzdem die Errichtung einer Mission, weil die Spanier Geschenke mitgebracht hätten. Der Kazike lehnte die Oberhoheit des spanischen Königs über sein Land ab und bestand auf Tributzahlungen, falls die Spanier eine Kirche errichten oder Siedler in das Land bringen würden. Die Tequesta verlangten als Gegenleistung Nahrung, Alkohol und Kleidung, lehnten aber jede Arbeit für die Fremden ab. Pater Mónaco berichtete von Angriffen der Uchiza (vermutlich Creek) auf die Mission. Die beiden Missionare planten, die Siedlung durch Palisaden und 25 Soldaten schützen zu lassen. Außerdem wollten sie spanische Siedler anwerben, die die Besatzung und die Indianer mit ihren Erzeugnissen ernähren sollten. Pater Alaña reiste nach Havanna und ließ zwölf Soldaten und einen Korporal zum Schutz der Mission zurück. Der Gouverneur in Havanna war über die Vorschläge der Missionare nicht erfreut. Er befahl die Rückkehr von Pater Mónaco und der Soldaten nach Kuba und ließ die Palisaden niederbrennen, damit sie nicht den feindlichen Indianern in die Hände fielen. Der Plan, eine neue besser geschützte Mission und Siedlung an der Biscayne Bay zu errichten, wurde von der spanischen Regierung abgelehnt.
Als Spanien 1763 nach dem verlorenen Siebenjährigen Krieg in Nordamerika die Halbinsel Florida an Großbritannien abgeben musste, waren die überlebenden Tequesta gemeinsam mit anderen Ureinwohnern auf die Florida Keys geflohen. Von dort wurden sie von den Spaniern nach Kuba gebracht. Bernhard Romans berichtete in den 1770er Jahren, er habe verlassene Dörfer an der Südostküste Floridas gesehen, jedoch keine Bewohner. Weitere europäische Besucher bestätigten diese Meldung. In den fast menschenleeren Raum zogen Ende des 18. Jahrhunderts versprengte Angehörige der Muskogee oder Creek aus Georgia und Alabama und bildeten einen neuen Stamm, der später Seminolen genannt wurde.